# Ramon Folch i Camarasa
Ramon Folch i Camarasa (Barcelona, 30 d'octubre de 1926 - Mollet del Vallès, 2 de gener del 2019) va ser un novel·lista, dramaturg i traductor català, conegut popularment per ser el guionista del còmic serial Massagran i per la seva activitat a la segona època (1968-1973) de la revista infantil En Patufet. Era el novè fill d'en Josep Maria Folch i Torres.

## Biografia
Folch i Camarasa es va llicenciar en Dret, però no va exercir mai d'advocat. Va començar a treballar a l'editorial Janés, però va creure que es podia guanyar la vida amb l'ofici de traductor, de manera que es va dedicar a adaptar llibres d'autors estrangers al català. Així, durant la dècada dels seixanta va convertir-se en un dels traductors més fecunds del país i va traduir en total uns 150 llibres, especialment per a Edicions 62 i per a l'editorial Nova Terra, de l'anglès, el castellà, el francès i l'italià), per ordre quantitatiu. Entre altres autors va traduir llibres de Faulkner, Fitzgerald, Conrad, Hemingway, Daudet, Highsmith, West, Marx, Sartre o Russell. Una de les seves traduccions va ser l'assaig Els altres catalans de Francesc Candel. A partir de 1973 va exercir de traductor de l'Organització Mundial de la Salut a Ginebra (1973-1986).
Com a escriptor, va rebre els principals premis literaris, entre els quals destaquen el Joanot Martorell (La maroma, 1956), el Sant Jordi (La visita, 1964), el Ramon Llull (Sala de miralls, 1982) i el Sant Joan (Testa de vell en bronze, 1997), de novel·la; el Ciutat de Barcelona (Aquesta petita cosa, 1954) i el Joan Santamaria (Cap de setmana damunt l'herba, 1967), de teatre; el Víctor Català (La sala d'espera, 1960), de contes; i el Pere Quart d'humor i sàtira (Manual del perfecte escriptor mediocre, 1991) i el Jaume Maspons (Manual de la perfecta parella mediocre, 2005).
Va adaptar al català cançons anglosaxones i franceses per als nous grups de pop que van sorgir durant la segona meitat dels anys 1960, entre les quals La casa del sol naixent –interpretada per Els Dracs–, El submarí groc de The Beatles –popularitzada per Els Drums– o (I Can't Get No) Satisfaction de The Rolling Stones –interpretada per Els Bonds.
Va anar a viure a Palau-solità i Plegamans, on els darrers anys de la vida va dirigir la Fundació Folch i Torres i el seu Arxiu-Museu, instal·lat al Castell de Plegamans.

## Obra publicada
| Narrativa | Teatre | Premis literaris |
| --- | --- | --- |
| - 1954 Camins en la ciutat - 1957 La maroma - 1958 El meu germà gran - 1959 El nàufrag feliç - 1961 La sala d'espera - 1965 La visita - 1965 Tota aquesta gent - 1965 L'alegre festa - 1966 Adéu, abans d'hora - 1966 L'estiu més bonic - 1967 El no - 1967 Cap de setmana damunt l'herba - 1968 Bon dia, pare - 1969 No ploris, home - 1972 Les meves nits en blanc - 1973 Tota una altra cosa - 1976 Històries Possibles, I (Antologia) - 1977 Quan el terror truca a la porta - 1980 Històries Possibles, II (Antologia) - 1983 Sala de miralls - 1983 Estrictament confidencial - 1991 Manual del perfecte escriptor mediocre - 1997 Testa de vell en bronze - 2005 Manual de la perfecta parella mediocre | - 1951 Un vailet entre dos reis - 1954 Aquesta petita cosa - 1957 Una crosta - 1958 Dues hores - 1991 Mans enlaire - 1993 El primer plet - 1993 El Pretendent - 1993 Clara, però no gaire - 1993 Pis per llogar - 1993 L'única tàctica - 1993 Bon Nadal, Mònica - 1994 No, tia - 1994 La veu que ens crida - 1994 Amor de dentista - 1994 Totes les roses - 1994 Tres secrets - 1994 El sopar de Gala - 1994 Pobre senyoret - 1994 Teatre al jardí alpí - Una altra guerra - No es pot servir dos senyors - La pista - Vent de març | - 1954 Ciutat de Barcelona de teatre per Aquesta petita cosa - 1956 Joanot Martorell per La maroma - 1960 Víctor Català per La sala d'espera - 1964 Sant Jordi per La visita - 1982 Ramon Llull per Sala de miralls - 1991 Pere Quart per Manual del perfecte escriptor mediocre - 1997 Sant Joan per Testa de vell en bronze |